# Sommer-OL 2016
Sommer-OL 2016 (portugisisk: Jogos Olímpicos de Verão de 2016), officielt kendt som Den XXXI Olympiades Lege og almindeligt kendt som Rio 2016, var de 31. Olympiske lege, som blev afholdt i Rio de Janeiro, Brasilien, fra 5. august til 21. august 2016. Det var dermed første gang, at OL afvikles på det sydamerikanske kontinent.

## Kandidatbyer
Syv byer havde ansøgt om værtskabet for legene: Baku, Chicago, Doha, Madrid, Prag, Rio de Janeiro og Tokyo. Den 4. juni 2008 offentliggjorde IOC, at fire byer ville komme i betragtning til den endelige afstemning: Chicago, Madrid, Rio de Janeiro og Tokyo.
Den Internationale Olympiske Komite (IOC) afgjorde på sessionen i oktober 2009 i København, at Rio de Janeiro skulle have værtskabet. Det var blandt andet til stor skuffelse for USA, der havde sendt præsident Barack Obama til København for at promovere Chicago som OL-vært.
| By             | Evaluering | Budrunde 1 | Budrunde 2 | Budrunde 3 |
| -------------- | ---------- | ---------- | ---------- | ---------- |
| Rio de Janeiro | 6,4        | 26         | 46         | 66         |
| Madrid         | 8,1        | 28         | 29         | 32         |
| Tokyo          | 8,3        | 22         | 20         | -          |
| Chicago        | 7,0        | 18         | -          | -          |

## Deltagende nationer
207 nationer deltog ved Sommer-OL 2016
| Deltagende Nationale Olympiske Komiteer |
| --- |
| - Afghanistan (3) - Albanien (6) - Algeriet (67) - Amerikansk Samoa (4) - Amerikanske Jomfruøer (7) - Andorra (5) - Angola (25) - Antigua og Barbuda (9) - Argentina (213) - Armenien (33) - Aruba (7) - Aserbajdsjan (56) - Australien (421) - Bahamas (28) - Bahrain (35) - Bangladesh (7) - Barbados (12) - Belgien (108) - Belize (3) - Benin (6) - Bermuda (8) - Bhutan (2) - Bolivia (12) - Bosnien-Hercegovina (11) - Botswana (12) - Brasilien (465) (vært) - Britiske Jomfruøer (4) - Brunei (3) - Bulgarien (51) - Burkina Faso (5) - Myanmar (7) - Burundi (9) - Cambodja (6) - Cameroun (24) - Canada (314) - Caymanøerne (5) - Centralafrikanske Republik (6) - Chile (42) - Colombia (147) - Comorerne (4) - Cookøerne (9) - Costa Rica (10) - Cuba (120) - Cypern (16) - Danmark (122) - Demokratiske Republik Congo (4) - Djibouti (7) - Dominica (2) - Den Dominikanske Republik (29) - Ecuador (38) - Egypten (120) - El Salvador (8) - Elfenbenskysten (12) - Eritrea (12) - Estland (45) - Etiopien (34) - Fiji (51) - Filippinerne (13) - Finland (56) - Forenede Arabiske Emirater (13) - Frankrig (395) - Gabon (6) - Gambia (4) - Georgien (39) - Ghana (14) - Grenada (6) - Grækenland (95) - Guam (5) - Guatemala (21) - Guinea (5) - Guinea-Bissau (5) - Guyana (6) - Haiti (10) - Holland (242) - Honduras (26) - Hongkong (38) - Hviderusland (121) - Indien (124) - Indonesien (28) - Irak (23) - Iran (64) - Irland (77) - Island (8) - Israel (48) - Italien (309) - Jamaica (68) - Japan (338) - Jordan (8) - Kap Verde (5) - Kasakhstan (104) - Kenya (89) - Kina (413) - Kinesisk Taipei (60) - Kirgisistan (19) - Kiribati (3) - Kosovo (8) - Kroatien (87) - Laos (6) - Lesotho (8) - Letland (34) - Libanon (9) - Liberia (2) - Libyen (7) - Liechtenstein (3) - Litauen (67) - Luxembourg (10) - Madagaskar (6) - Makedonien (6) - Malawi (5) - Malaysia (32) - Maldiverne (4) - Mali (6) - Malta (7) - Marshalløerne (5) - Mauretanien (2) - Mauritius (12) - Mexico (125) - Mikronesien (5) - Moldova (23) - Monaco (3) - Mongoliet (43) - Montenegro (34) - Marokko (51) - Mozambique (6) - Namibia (10) - Nauru (2) - Nepal (7) - New Zealand (199) - Nicaragua (5) - Niger (6) - Nigeria (75) - Nordkorea (35) - Norge (62) - Olympiske flygtningehold (10) - Oman (4) - Pakistan (7) - Palau (5) - Palæstina (6) - Panama (10) - Papua Ny Guinea (8) - Paraguay (11) - Peru (29) - Polen (243) - Portugal (92) - Puerto Rico (42) - Qatar (38) - Republikken Congo (10) - Rumænien (97) - Rusland (282) - Rwanda (8) - Saint Kitts og Nevis (7) - Saint Lucia (5) - Saint Vincent og Grenadinerne (4) - Salomonøerne (3) - Samoa (8) - San Marino (5) - São Tomé og Príncipe (3) - Saudi-Arabien (12) - Schweiz (104) - Senegal (22) - Serbien (104) - Seychellerne (10) - Sierra Leone (2) - Singapore (25) - Slovakiet (51) - Slovenien (61) - Somalia (2) - Spanien (306) - Sri Lanka (9) - Storbritannien (366) - Sudan (6) - Surinam (6) - Sverige (152) - Swaziland (2) - Sydafrika (137) - Sydkorea (205) - Sydsudan (3) - Syrien (7) - Tadsjikistan (7) - Tanzania (7) - Tchad (2) - Thailand (54) - Tjekkiet (105) - Togo (5) - Tonga (7) - Trinidad og Tobago (32) - Tunesien (61) - Turkmenistan (9) - Tuvalu (1) - Tyrkiet (103) - Tyskland (425) - Individuelle olympiske udøvere (9) - Uganda (21) - Ukraine (203) - Ungarn (160) - Uruguay (17) - USA (554) - Usbekistan (70) - Vanuatu (4) - Venezuela (87) - Vietnam (23) - Yemen (4) - Zambia (7) - Zimbabwe (31) - Ækvatorialguinea (2) - Østrig (71) - Østtimor (3) |

#### Antal atleter fra NOC'er
| IOC   | Land                           | Atleter |
| ----- | ------------------------------ | ------- |
| USA   | USA                            | 554     |
| BRA   | Brasilien                      | 465     |
| GER   | Tyskland                       | 425     |
| AUS   | Australien                     | 421     |
| CHN   | Kina                           | 413     |
| FRA   | Frankrig                       | 395     |
| GBR   | Storbritannien                 | 366     |
| JPN   | Japan                          | 338     |
| CAN   | Canada                         | 314     |
| ITA   | Italien                        | 309     |
| ESP   | Spanien                        | 306     |
| RUS   | Rusland                        | 265     |
| POL   | Polen                          | 243     |
| NED   | Holland                        | 242     |
| ARG   | Argentina                      | 213     |
| KOR   | Sydkorea                       | 205     |
| UKR   | Ukraine                        | 203     |
| NZL   | New Zealand                    | 199     |
| HUN   | Ungarn                         | 160     |
| SWE   | Sverige                        | 152     |
| COL   | Colombia                       | 147     |
| RSA   | Sydafrika                      | 137     |
| MEX   | Mexico                         | 125     |
| IND   | Indien                         | 124     |
| DEN   | Danmark                        | 122     |
| BLR   | Hviderusland                   | 121     |
| CUB   | Cuba                           | 120     |
| EGY   | Egypten                        | 120     |
| BEL   | Belgien                        | 108     |
| CZE   | Tjekkiet                       | 105     |
| KAZ   | Kasakhstan                     | 104     |
| SRB   | Serbien                        | 104     |
| SUI   | Schweiz                        | 104     |
| TUR   | Tyrkiet                        | 103     |
| ROU   | Rumænien                       | 97      |
| GRE   | Grækenland                     | 95      |
| POR   | Portugal                       | 92      |
| KEN   | Kenya                          | 89      |
| CRO   | Kroatien                       | 87      |
| VEN   | Venezuela                      | 87      |
| IRL   | Irland                         | 77      |
| NGR   | Nigeria                        | 75      |
| AUT   | Østrig                         | 71      |
| UZB   | Usbekistan                     | 70      |
| JAM   | Jamaica                        | 68      |
| ALG   | Algeriet                       | 67      |
| LTU   | Litauen                        | 67      |
| IRI   | Iran                           | 64      |
| NOR   | Norge                          | 62      |
| SLO   | Slovenien                      | 61      |
| TUN   | Tunesien                       | 61      |
| TPE   | Kinesisk Taipei                | 60      |
| AZE   | Aserbajdsjan                   | 56      |
| FIN   | Finland                        | 56      |
| THA   | Thailand                       | 54      |
| BUL   | Bulgarien                      | 51      |
| FIJ   | Fiji                           | 51      |
| MAR   | Marokko                        | 51      |
| SVK   | Slovakiet                      | 51      |
| ISR   | Israel                         | 48      |
| EST   | Estland                        | 45      |
| MGL   | Mongoliet                      | 43      |
| CHI   | Chile                          | 42      |
| PUR   | Puerto Rico                    | 42      |
| GEO   | Georgien                       | 39      |
| ECU   | Ecuador                        | 38      |
| HKG   | Hongkong                       | 38      |
| QAT   | Qatar                          | 38      |
| BRN   | Bahrain                        | 35      |
| PRK   | Nordkorea                      | 35      |
| ETH   | Etiopien                       | 34      |
| LAT   | Letland                        | 34      |
| MNE   | Montenegro                     | 34      |
| ARM   | Armenien                       | 33      |
| MAS   | Malaysia                       | 32      |
| TTO   | Trinidad og Tobago             | 32      |
| ZIM   | Zimbabwe                       | 31      |
| DOM   | Den Dominikanske Republik      | 29      |
| PER   | Peru                           | 29      |
| BAH   | Bahamas                        | 28      |
| INA   | Indonesien                     | 28      |
| HON   | Honduras                       | 26      |
| ANG   | Angola                         | 25      |
| SIN   | Singapore                      | 25      |
| CMR   | Cameroun                       | 24      |
| IRQ   | Irak                           | 23      |
| MDA   | Moldova                        | 23      |
| VIE   | Vietnam                        | 23      |
| SEN   | Senegal                        | 22      |
| GUA   | Guatemala                      | 21      |
| UGA   | Uganda                         | 21      |
| KGZ   | Kirgisistan                    | 19      |
| URU   | Uruguay                        | 17      |
| CYP   | Cypern                         | 16      |
| GHA   | Ghana                          | 14      |
| PHI   | Filippinerne                   | 13      |
| UAE   | Forenede Arabiske Emirater     | 13      |
| BAR   | Barbados                       | 12      |
| BOL   | Bolivia                        | 12      |
| BOT   | Botswana                       | 12      |
| ERI   | Eritrea                        | 12      |
| CIV   | Elfenbenskysten                | 12      |
| MRI   | Mauritius                      | 12      |
| KSA   | Saudi-Arabien                  | 12      |
| BIH   | Bosnien-Hercegovina            | 11      |
| PAR   | Paraguay                       | 11      |
| CGO   | Republikken Congo              | 10      |
| CRC   | Costa Rica                     | 10      |
| HAI   | Haiti                          | 10      |
| LUX   | Luxembourg                     | 10      |
| NAM   | Namibia                        | 10      |
| PAN   | Panama                         | 10      |
| ROT   | Olympiske flygtningehold       | 10      |
| SEY   | Seychellerne                   | 10      |
| ANT   | Antigua og Barbuda             | 9       |
| BDI   | Burundi                        | 9       |
| COK   | Cookøerne                      | 9       |
| KUW   | Kuwait                         | 9       |
| LIB   | Libanon                        | 9       |
| SRI   | Sri Lanka                      | 9       |
| TKM   | Turkmenistan                   | 9       |
| BER   | Bermuda                        | 8       |
| ESA   | El Salvador                    | 8       |
| ISL   | Island                         | 8       |
| JOR   | Jordan                         | 8       |
| KOS   | Kosovo                         | 8       |
| LES   | Lesotho                        | 8       |
| PNG   | Papua Ny Guinea                | 8       |
| RWA   | Rwanda                         | 8       |
| SAM   | Samoa                          | 8       |
| ARU   | Aruba                          | 7       |
| BAN   | Bangladesh                     | 7       |
| DJI   | Djibouti                       | 7       |
| LBA   | Libyen                         | 7       |
| MLT   | Malta                          | 7       |
| MYA   | Myanmar                        | 7       |
| NEP   | Nepal                          | 7       |
| PAK   | Pakistan                       | 7       |
| SKN   | Saint Kitts og Nevis           | 7       |
| SYR   | Syrien                         | 7       |
| TAN   | Tanzania                       | 7       |
| TJK   | Tadsjikistan                   | 7       |
| TGA   | Tonga                          | 7       |
| ISV   | Amerikanske Jomfruøer          | 7       |
| ZAM   | Zambia                         | 7       |
| ALB   | Albanien                       | 6       |
| BEN   | Benin                          | 6       |
| CAM   | Cambodja                       | 6       |
| CAF   | Centralafrikanske Republik     | 6       |
| GAB   | Gabon                          | 6       |
| GRN   | Grenada                        | 6       |
| GUY   | Guyana                         | 6       |
| LAO   | Laos                           | 6       |
| MAD   | Madagaskar                     | 6       |
| MKD   | Makedonien                     | 6       |
| MLI   | Mali                           | 6       |
| MOZ   | Mozambique                     | 6       |
| NIG   | Niger                          | 6       |
| PLE   | Palæstina                      | 6       |
| SUD   | Sudan                          | 6       |
| SUR   | Surinam                        | 6       |
| AND   | Andorra                        | 5       |
| BUR   | Burkina Faso                   | 5       |
| CPV   | Kap Verde                      | 5       |
| CAY   | Caymanøerne                    | 5       |
| FSM   | Mikronesien                    | 5       |
| GUM   | Guam                           | 5       |
| GUI   | Guinea                         | 5       |
| GBS   | Guinea-Bissau                  | 5       |
| MAW   | Malawi                         | 5       |
| MHL   | Marshalløerne                  | 5       |
| NCA   | Nicaragua                      | 5       |
| PLW   | Palau                          | 5       |
| LCA   | Saint Lucia                    | 5       |
| SMR   | San Marino                     | 5       |
| TOG   | Togo                           | 5       |
| ASA   | Amerikansk Samoa               | 4       |
| IVB   | Britiske Jomfruøer             | 4       |
| COM   | Comorerne                      | 4       |
| COD   | Demokratiske Republik Congo    | 4       |
| GAM   | Gambia                         | 4       |
| IOA   | Individuelle olympiske udøvere | 4       |
| MDV   | Maldiverne                     | 4       |
| OMA   | Oman                           | 4       |
| VIN   | Saint Vincent og Grenadinerne  | 4       |
| VAN   | Vanuatu                        | 4       |
| YEM   | Yemen                          | 4       |
| AFG   | Afghanistan                    | 3       |
| BIZ   | Belize                         | 3       |
| BRU   | Brunei                         | 3       |
| KIR   | Kiribati                       | 3       |
| LIE   | Liechtenstein                  | 3       |
| MON   | Monaco                         | 3       |
| STP   | São Tomé og Príncipe           | 3       |
| SOL   | Salomonøerne                   | 3       |
| SSD   | Sydsudan                       | 3       |
| TLS   | Østtimor                       | 3       |
| BHU   | Bhutan                         | 2       |
| CHA   | Tchad                          | 2       |
| DMA   | Dominica                       | 2       |
| GEQ   | Ækvatorialguinea               | 2       |
| LBR   | Liberia                        | 2       |
| MTN   | Mauretanien                    | 2       |
| NRU   | Nauru                          | 2       |
| SLE   | Sierra Leone                   | 2       |
| SOM   | Somalia                        | 2       |
| SWZ   | Swaziland                      | 2       |
| TUV   | Tuvalu                         | 1       |
| Total | 11.339                         |         |

## Discipliner
Denne kalender er baseret på oversigten som blev offentliggjort samme dag som billetsalget startede, 31. marts 2015.
| ÅC | Åbningsceremoni | ● | Kvalificering | 1 | Finaler | EG | «Exhibition gala» | AC | Afslutningsceremoni |

| August                                               | August                                               | 3. Ons | 4. Tors | 5. Fre | 6. Lør | 7. Søn | 8. Man | 9. Tirs | 10. Ons | 11. Tors | 12. Fre | 13. Lør | 14. Søn | 15. Man | 16. Tirs | 17. Ons | 18. Tors | 19. Fre | 20. Lør | 21. Søn | Tot. |
| ---------------------------------------------------- | ---------------------------------------------------- | ------ | ------- | ------ | ------ | ------ | ------ | ------- | ------- | -------- | ------- | ------- | ------- | ------- | -------- | ------- | -------- | ------- | ------- | ------- | ---- |
| Ceremonier (åbningsceremonien/afslutningsceremonien) | Ceremonier (åbningsceremonien/afslutningsceremonien) |        |         | ÅC     |        |        |        |         |         |          |         |         |         |         |          |         |          |         |         | AS      |      |
| Badminton                                            | Badminton                                            |        |         |        |        |        |        |         |         | ●        | ●       | ●       | ●       | ●       | ●        | 1       | 1        | 2       | 1       |         | 5    |
| Basketball                                           | Basketball                                           |        |         |        | ●      | ●      | ●      | ●       | ●       | ●        | ●       | ●       | ●       | ●       | ●        | ●       | ●        | ●       | 1       | 1       | 2    |
| Boksning                                             | Boksning                                             |        |         |        | ●      | ●      | ●      | ●       | ●       | ●        | ●       | ●       | 1       | 1       | 1        | 1       | 1        | 1       | 3       | 4       | 13   |
| Bordtennis                                           | Bordtennis                                           |        |         |        | ●      | ●      | ●      | ●       | 1       | 1        | ●       | ●       | ●       | ●       | 1        | 1       |          |         |         |         | 4    |
| Brydning                                             | Brydning                                             |        |         |        |        |        |        |         |         |          |         |         | 2       | 2       | 2        | 3       | 3        | 2       | 2       | 2       | 18   |
| Bueskydning                                          | Bueskydning                                          |        |         |        | 1      | 1      | ●      | ●       | ●       | 1        | 1       |         |         |         |          |         |          |         |         |         | 4    |
| Fægtning                                             | Fægtning                                             |        |         |        | 1      | 1      | 1      | 1       | 2       | 1        | 1       | 1       | 1       |         |          |         |          |         |         |         | 10   |
| Fodbold                                              | Fodbold                                              | ●      | ●       |        | ●      | ●      |        | ●       | ●       |          | ●       | ●       |         |         | ●        | ●       |          | 1       | 1       |         | 2    |
| Atletik                                              | Atletik                                              |        |         |        |        |        |        |         |         |          | 3       | 5       | 4       | 5       | 5        | 4       | 6        | 7       | 7       | 1       | 47   |
| Golf                                                 | Golf                                                 |        |         |        |        |        |        |         |         | ●        | ●       | ●       | 1       |         |          | ●       | ●        | ●       | 1       |         | 2    |
| Hestesport                                           | Hestesport                                           |        |         |        | ●      | ●      | ●      | 2       | ●       | ●        | 1       |         | ●       | 1       | ●        | 1       |          | 1       |         |         | 6    |
| Håndbold                                             | Håndbold                                             |        |         |        | ●      | ●      | ●      | ●       | ●       | ●        | ●       | ●       | ●       | ●       | ●        | ●       | ●        | ●       | 1       | 1       | 2    |
| Judo                                                 | Judo                                                 |        |         |        | 2      | 2      | 2      | 2       | 2       | 2        | 2       |         |         |         |          |         |          |         |         |         | 14   |
| Hockey                                               | Hockey                                               |        |         |        | ●      | ●      | ●      | ●       | ●       | ●        | ●       | ●       | ●       | ●       | ●        | ●       | 1        | 1       |         |         | 2    |
| Moderne femkamp                                      | Moderne femkamp                                      |        |         |        |        |        |        |         |         |          |         |         |         |         |          |         | ●        | 1       | 1       |         | 2    |
| Kano                                                 | Slalom                                               |        |         |        |        | ●      | ●      | 1       | 1       | 2        |         |         |         |         |          |         |          |         |         |         | 16   |
| Kano                                                 | Sprint                                               |        |         |        |        |        |        |         |         |          |         |         |         | ●       | 4        | ●       | 4        | ●       | 4       |         | 16   |
| Roning                                               | Roning                                               |        |         |        | ●      | ●      | ●      | ●       | 2       | 4        | 4       | 4       |         |         |          |         |          |         |         |         | 14   |
| Sejlsport                                            | Sejlsport                                            |        |         |        |        |        | ●      | ●       | ●       | ●        | ●       | ●       | 2       | 2       | 2        | 2       | 2        |         |         |         | 10   |
| Syvmandsrugby                                        | Syvmandsrugby                                        |        |         |        | ●      | ●      | 1      | ●       | ●       | 1        |         |         |         |         |          |         |          |         |         |         | 2    |
| Skydning                                             | Skydning                                             |        |         |        | 2      | 2      | 2      | 1       | 2       | 1        | 2       | 2       | 1       |         |          |         |          |         |         |         | 15   |
| Udspring                                             | Udspring                                             |        |         |        |        | 1      | 1      | 1       | 1       |          | ●       | ●       | 1       | ●       | 1        | ●       | 1        | ●       | 1       |         | 8    |
| Svømning                                             | Svømning                                             |        |         |        | 4      | 4      | 4      | 4       | 4       | 4        | 4       | 4       |         | 1       | 1        |         |          |         |         |         | 34   |
| Cykling                                              | Landevejscykling                                     |        |         |        | 1      | 1      |        |         | 2       |          |         |         |         |         |          |         |          |         |         |         | 18   |
| Cykling                                              | Banecykling                                          |        |         |        |        |        |        |         |         | 1        | 2       | 2       | 1       | 1       | 3        |         |          |         |         |         | 18   |
| Cykling                                              | BMX                                                  |        |         |        |        |        |        |         |         |          |         |         |         |         |          | ●       | ●        | 2       |         |         | 18   |
| Cykling                                              | Mountainbike                                         |        |         |        |        |        |        |         |         |          |         |         |         |         |          |         |          |         | 1       | 1       | 18   |
| Synkronsvømning                                      | Synkronsvømning                                      |        |         |        |        |        |        |         |         |          |         |         | ●       | ●       | 1        |         | ●        | 1       |         |         | 2    |
| Tennis                                               | Tennis                                               |        |         |        | ●      | ●      | ●      | ●       | ●       | ●        | 1       | 1       | 3       |         |          |         |          |         |         |         | 5    |
| Triatlon                                             | Triatlon                                             |        |         |        |        |        |        |         |         |          |         |         |         |         |          |         | 1        |         | 1       |         | 2    |
| Gymnastik                                            | Redskabsgymnastik                                    |        |         |        | ●      | ●      | 1      | 1       | 1       | 1        |         |         | 4       | 3       | 3        | EG      |          |         |         |         | 18   |
| Gymnastik                                            | Rytmisk gymnastik                                    |        |         |        |        |        |        |         |         |          |         |         |         |         |          |         |          | ●       | 1       | 1       | 18   |
| Gymnastik                                            | Trampolin                                            |        |         |        |        |        |        |         |         |          | 1       | 1       |         |         |          |         |          |         |         |         | 18   |
| Taekwondo                                            | Taekwondo                                            |        |         |        |        |        |        |         |         |          |         |         |         |         |          | 2       | 2        | 2       | 2       |         | 8    |
| Vandpolo                                             | Vandpolo                                             |        |         |        | ●      |        | ●      | ●       | ●       | ●        | ●       | ●       | ●       | ●       | ●        | ●       | ●        | 1       | 1       |         | 2    |
| Vægtløftning                                         | Vægtløftning                                         |        |         |        | 1      | 2      | 2      | 2       | 2       |          | 2       | 1       | 1       | 1       | 1        |         |          |         |         |         | 15   |
| Volleyball                                           | Beachvolley                                          |        |         |        | ●      | ●      | ●      | ●       | ●       | ●        | ●       | ●       | ●       | ●       | ●        | 1       | 1        |         |         |         | 4    |
| Volleyball                                           | Volleyball                                           |        |         |        | ●      | ●      | ●      | ●       | ●       | ●        | ●       | ●       | ●       | ●       | ●        | ●       | ●        | ●       | 1       | 1       | 4    |
| Totale antal guldmedaljer                            | Totale antal guldmedaljer                            |        |         |        | 12     | 14     | 14     | 15      | 20      | 19       | 24      | 21      | 22      | 17      | 25       | 16      | 23       | 22      | 30      | 12      | 306  |
| Akkumuleret totale antal guldmedaljer                | Akkumuleret totale antal guldmedaljer                |        |         |        | 12     | 26     | 40     | 55      | 75      | 94       | 118     | 139     | 161     | 178     | 203      | 219     | 242      | 264     | 294     | 306     |      |
| August                                               | August                                               | 3. Ons | 4. Tors | 5. Fre | 6. Lør | 7. Søn | 8. Man | 9. Tirs | 10. Ons | 11. Tors | 12. Fre | 13. Lør | 14. Søn | 15. Man | 16. Tirs | 17. Ons | 18. Tors | 19. Fre | 20. Lør | 21. Søn | Tot. |

### Medaljerne
Den 15. juni 2016 afslørede Casa da Moeda do Brasil (Brasiliens statslige møntprægeri) medaljerne til de olympiske og paralympiske lege 2016. De i alt 5.130 medaljer er fremstillet på en mere miljøvenlig måde. Guldet er omfattet af loven om konfliktmineraler og er udvundet uden brug af kviksølv. 30 % af sølvet er genbrugt fra spejle, loddetin og analoge røntgenfilm, og 40 % af kobberet i bronzemedaljerne er genindvundet i selve møntprægeriet.
Medaljebåndene er fremstillet af 50 % genbrugsPET fra plastflasker, og medaljernes træetui er udført i freijó-træ (hvidløgstræ; Cordia alliodora fra rubladfamilien), der er fældet efter FSC-retningslinjerne.
Den ene side af de olympiske medaljer har stiliserede laurbærblade i en sejrskrans, sommer-OL 2016's logo, teksten "Rio 2016" og de olympiske ringe. Den anden side har det sædvanlige motiv med sejrens gudinde Nike på Panathinaiko Stadion med Akropolis i baggrunden - men med teksten "XXXI Olimpiada Rio 2016". Medaljerne er 8,5 cm i diameter, og vejer 500 gram. De er 3 mm tykke i kanten og buler ud på midten. På randen er der indgraveret disciplinen med laser. Der er fremstillet 2.488 OL-medaljer: 812 guld, 812 sølv og 864 bronze. Guldmedaljen består af 1 % guld, 92,5% sølv, og resten kobber. Metalprisen for én guldmedalje er 249,42 dollars (1.673 kr) for guldet og 259 $ (1.737 kr) for sølvet - hvilket giver 508,42 $ (3.410 kr) uden kobberet. Sølvmedaljen består af 93 % sølv og 7 % kobber. Metalprisen for én sølvmedalje er 260,40 $ (1.746 kr) for sølvet alene. Bronzemedaljen består mest af kobber, og én medalje indeholder kobber for mindre end 5 $ (33,5 kr).
Der er fremstillet 2.642 paralympiske medaljer: 877 guld, 876 sølv og 889 bronze. De har samme dimensioner og legeringer som de olympiske medaljer. PL-medaljerne er hule og indeholder små stålkugler, der rasler og afslører "lødigheden" for blinde atleter. Bronzemedaljen har 16 kugler og giver den mindste lyd, sølvmedaljen har 20 kugler, og guldmedaljen, med 28 kugler, larmer mest. På den ene side af PL-medaljerne er der sommer-PL 2016's logo, teksten "Jogos Paralímpicos Rio 2016" (paralympiske lege på portugisisk), de paralympiske "Agitos" og 46 frø, der symboliserer atleternes mod, vedholdenhed og udvikling (coragem, persistência e desenvolvimento). Den anden side har de paralympiske "Agitos", teksten "Rio 2016 Paralympic Games", "Rio 2016" skrevet med blindeskrift og 25 mere eller mindre hele frø.

### Medaljefordeling
| Placering           | NOK                  | Guld | Sølv | Bronze | Total |
| ------------------- | -------------------- | ---- | ---- | ------ | ----- |
| 1                   | USA (USA)            | 45   | 37   | 38     | 120   |
| 2                   | Storbritannien (GBR) | 27   | 23   | 17     | 67    |
| 3                   | Kina (CHN)           | 26   | 18   | 26     | 70    |
| 4                   | Rusland (RUS)        | 19   | 18   | 19     | 56    |
| 5                   | Tyskland (GER)       | 17   | 10   | 15     | 42    |
| 6                   | Japan (JPN)          | 12   | 8    | 21     | 41    |
| 7                   | Frankrig (FRA)       | 10   | 18   | 14     | 42    |
| 8                   | Sydkorea (KOR)       | 9    | 3    | 9      | 21    |
| 9                   | Italien (ITA)        | 8    | 12   | 8      | 28    |
| 10                  | Australien (AUS)     | 8    | 11   | 10     | 29    |
| 11–87               | Resterende NOK'ere   | 125  | 149  | 184    | 458   |
| Totalt (87 NOK'ere) | Totalt (87 NOK'ere)  | 307  | 307  | 361    | 975   |

      Værtsnation (Brasilien)

## Åbningsceremonien
Åbningsceremonien blev afholdt på Maracanãstadion den 5. august 2016. Dette var den første gang siden 1900 at åbningsceremonien for sommer-OL blev afholdt på et andet slags stadion end et atletikstadion. Åbningsceremonien var kombineret af den formelle åbningsceremoni, som bestod af velkomsttaler, hejsning af flag og paraden af sportsfolk, samt den kunstneriske åbningsceremoni, som havde til formål at fremvise værtsnationens kultur. Der var omkring 78.000 tilskuere på Maracanã.
De kreative instruktører for ceremonien var Fernando Meirelles, Daniela Thomas og Andrucha Waddington. Deborah Colker, Brasiliens mest berømte koreograf, udarbejdede en stab af over 6000 frivillige, der dansede i åbningsceremonien. Prøverne startede i slutningen af maj 2016. Lea T deltog i åbningsceremonien for Sommer-OL 2016, og blev dermed den første transseksuelle kvinde, som deltog i De Olympiske Leges åbningsceremoni.